# 中国音超
《中国音超》，其前身为中国音乐金钟奖流行音乐大赛，是一项由中共中央宣传部批准设立，中国文联、中国音协、中共深圳市委宣传部主办，深圳广播电影电视集团、中国音协流行音乐学会承办，中国唱片工业委员会协办的，中国流行音乐界唯一常设的国家级音乐大奖赛。2013年主打创新元素，进行全新改版，改名为《中国音超》。第一季节目于2013年12月22日22:00－24:00（每周日晚）在深圳卫视首次开播。

## 创新赛制
- 该节目全新引进体育联赛模式，打造“中国流行音乐超级联赛”。汇集中国八大唱片公司推荐的艺人进行坛巅峰对决、角逐金钟大奖。为了更突出体育比赛的风格，裁判由各队主教练及音协专家担任，音协每场会派出4位专家出任裁判；另外6名裁判，由无本队队员参赛的主教练出任，主教练在本队队员参赛时不能行使裁判权，除各队主教练自动成为裁判外，中国音协将派出甲丁、陈彤、成方圆、蔡国庆等著名作曲家及歌手出任专家裁判。
- 每个唱片公司队伍7组歌手参赛，共56人。比赛实行扣分制，10位裁判员，每位裁判员掌握10分，根据选手表现来扣分，最后所有裁判员给出的分数的平均分即为每位队员当轮演唱的得分。

## 参赛队伍
| 队伍 | 联队名称 | 教练   | 参赛队员                                                   |
| ---- | -------- | ------ | ---------------------------------------------------------- |
| 01   | 华谊兄弟 | 黃韻玲 | 何洁、陈楚生、尚雯婕、劉明輝、白若溪、林俊逸、Twinkler组合 |
| 02   | 天浩盛世 | 袁惟仁 | 满文军、杨宗纬、香香、吉克隽逸、邹宜璇、刘妍、李鑑轩       |
| 03   | 当然娱乐 | 包小松 | 游鸿明、莫艳琳、黄淑惠、多亮、尹熙水、黄洋、南方二重唱     |
| 04   | 乐华娱乐 | 梁翘柏 | 阿杜、周笔畅、扎西顿珠、阿兰、王璐、XXL组合、B-Kidz组合    |
| 05   | 海蝶音乐 | 毕晓世 | 曹轩宾、By2、熊汝霖、钱琳、东南、王帝、沈依莎              |
| 06   | 恒大音乐 | 谭伊哲 | 金志文、孫伯倫、MIC男團、周子琰、汪妤凌、李一平、洪茜茜    |
| 07   | 金牌大风 | 黄大炜 | 谢安琪、卓義峰、宾俊杰，温蕊尔 ，AK人聲                    |
| 08   | 中国唱片 | 王晓峰 | 莫龙丹、民族娃娃、李龙、封语、郑如仪、伊黎哈穆、HAYA乐团   |

## 节目期数

### 第一场
- 播出时间：2013年12月15日[2]
- 主持人：黄健翔、高晓松
- 参赛队伍：華誼兄弟音樂聯隊、天浩盛世聯隊

| 华谊兄弟音樂聯隊PK天浩盛世聯隊 |                           |                  |                  |                              |              |              |
| 轮数                           | 华谊兄弟音樂聯隊          | 华谊兄弟音樂聯隊 | 华谊兄弟音樂聯隊 | 天浩盛世聯隊                 | 天浩盛世聯隊 | 天浩盛世聯隊 |
| 轮数                           | 參賽歌曲及演唱歌曲        | 分數             | 結果             | 参赛歌手及演唱歌曲           | 分數         | 結果         |
| 01                             | 劉明輝《花房姑娘》        | 9.61             | 敗               | 滿文軍《特別的愛給特別的你》 | 9.76         | 勝，+3分     |
| 02                             | 何洁《火烧的寂寞》        | 9.67             | 胜，+3分         | 香香《红尘滚滚》             | 9.40         | 败           |
| 03                             | 陈楚生《夜夜夜夜》        | 9.70             | 胜，+3分         | 吉克隽逸《即刻出发》         | 9.67         | 败           |
| 04                             | Twinkler《姐妹》          | 9.61             | 败               | 刘妍《小河淌水》             | 9.66         | 胜，+3分     |
| 05                             | 林俊逸《如果爱》          | 9.69             | 胜，+3分         | 李鉴轩《你快乐所以我快乐》   | 9.68         | 败           |
| 06                             | 尚雯婕《I Kissed A Girl》 | 9.87             | 平，+1分         | 杨宗纬《月光妈妈》           | 9.87         | 平，+1分     |
| 07                             | 白若溪《白月光》          | 9.64             | 胜，+3分         | 邹宜璇《舞娘+卡门》          | 9.55         | 败           |
| 总分                           |                           |                  | 13分             |                              |              | 7分          |

- 華誼兄弟音樂聯隊教練黃韻玲在第三輪演唱前，使用了應急換人機制將原第五輪的陳楚生調至第三輪對決吉克隽逸，原第三輪林俊逸換至第五輪對決鄒宜璇。

但由於天浩盛世聯隊教練袁惟仁在第五輪演唱前，使用了應急換人機制將原第七輪的李鑒軒調至第五輪對決林俊逸，故原第五輪鄒宜璇換至第七輪對決白若溪。
- 本場淘汰分數最低的6位歌手为：香香(9.40分)、邹宜璇(9.55分)、劉明輝(9.61分)、Twinkler組合(9.61分)、白若溪(9.64分)、劉研(9.66分)

### 第二场
- 播出时间：2013年12月22日[3]
- 主持人：黄健翔、高晓松
- 参赛队伍：金牌大风聯隊、当然娱乐聯隊

| 金牌大风聯隊PK当然娱乐聯隊 |                              |              |              |                          |              |              |
| 轮数                       | 金牌大風聯隊                 | 金牌大風聯隊 | 金牌大風聯隊 | 當然娛樂聯隊             | 當然娛樂聯隊 | 當然娛樂聯隊 |
| 轮数                       | 参赛歌手及演唱歌曲           | 分数         | 结果         | 参赛歌手及演唱歌曲       | 分数         | 结果         |
| 01                         | 卓义峰《哭不出来》           | 9.55         | 败           | 多亮《雪候鸟》           | 9.79         | 胜，+3分     |
| 02                         | 方炯镔《崇拜》               | 9.52         | 败           | 黄淑惠《Love》           | 9.72         | 胜，+3分     |
| 03                         | 温蕊尔《我不知道发生了什么》 | 9.69         | 败           | 游鸿明《独角戏》         | 9.70         | 胜，+3分     |
| 04                         | 宾俊杰《流年》               | 9.57         | 胜，+3分     | 黄洋《如果云知道》       | 9.47         | 败           |
| 05                         | AK人声《万物生》             | 9.79         | 胜，+3分     | 莫艳琳《花样年华》       | 9.66         | 败           |
| 06                         | 孔令奇《爱的就是你》         | 9.67         | 胜，+3分     | 尹熙水《离开地球表面》   | 9.62         | 败           |
| 07                         | 谢安琪《情人》               | 9.79         | 败           | 南方二重唱《酒干倘卖无》 | 9.80         | 胜，+3分     |
| 总分                       |                              |              | 9分          |                          |              | 12分         |

- 本场淘汰分数最低的6名歌手為：黃洋(9.47分)、方炯鑌(9.52分)、卓義峰(9.55分)、賓俊杰(9.57分)、尹熙水(9.62分)、莫艷琳(9.66分)

### 第三场
- 播出时间：2013年12月29日[4]
- 主持人：黄健翔、高晓松、韩庚
- 参赛队伍：乐华娱乐聯隊、恒大音乐聯隊

| 乐华娱乐聯隊PK恒大音乐聯隊 |                        |              |              |                            |              |              |
| 轮数                       | 乐华娱乐聯隊           | 乐华娱乐聯隊 | 乐华娱乐聯隊 | 恒大音乐聯隊               | 恒大音乐聯隊 | 恒大音乐聯隊 |
| 轮数                       | 参赛歌手及演唱歌曲     | 分数         | 结果         | 参赛歌手及演唱歌曲         | 分数         | 结果         |
| 01                         | 扎西顿珠《祝福》       | 9.79         | 胜，+3分     | 汪妤凌《Love You I Do》    | 9.77         | 败           |
| 02                         | 阿杜《他一定很爱你》   | 9.79         | 胜，+3分     | 李一平《雨一直下》         | 9.73         | 败           |
| 03                         | B-Kids《说你爱我一天》 | 9.66         | 败           | M.I.C男团《Single Ladies》 | 9.80         | 胜，+3分     |
| 04                         | 阿兰《回望》           | 9.81         | 败           | 金志文《流星雨》           | 9.89         | 胜，+3分     |
| 05                         | 王璐《光之翼》         | 9.74         | 败           | 孙伯伦《我知道你很难过》   | 9.84         | 胜，+3分     |
| 06                         | 周笔畅《密友》         | 9.87         | 胜，+3分     | 周子琰《爱的箴言》         | 9.78         | 败           |
| 07                         | XXL组合《我很胖》      | 9.72         | 败           | 洪茜茜《满弦》             | 9.74         | 胜，+3分     |
| 总分                       |                        |              | 9分          |                            |              | 12分         |

- 本场淘汰分数最低的6位歌手为：B-Kids組合(9.66分)、XXL組合(9.72分)、李一平(9.73分)、洪茜茜(9.74分)、王璐(9.74分)、汪妤凌(9.77分)

### 第四场
- 播出时间：2014年1月5日[5]
- 主持人：黄健翔、高晓松
- 参赛队伍：海蝶音乐聯隊、中国唱片聯隊

| 海蝶音乐聯隊PK中国唱片聯隊 |                                 |              |              |                            |              |              |
| 轮数                       | 海蝶音乐聯隊                    | 海蝶音乐聯隊 | 海蝶音乐聯隊 | 中国唱片聯隊               | 中国唱片聯隊 | 中国唱片聯隊 |
| 轮数                       | 参赛歌手及演唱歌曲              | 分数         | 结果         | 参赛歌手及演唱歌曲         | 分数         | 结果         |
| 01                         | 熊汝霖《Dream on》              | 9.90         | 胜，+3分     | 李龙《我那么爱你》         | 9.88         | 败           |
| 02                         | 王帝《别找我麻烦》              | 9.75         | 败           | 伊黎哈穆《出人头地》       | 9.78         | 胜，+3分     |
| 03                         | By2《独一无二》                 | 9.76         | 胜，+3分     | 封语《对爱渴望》           | 9.75         | 败           |
| 04                         | 钱琳《慢慢来》                  | 9.71         | 败           | 莫龙丹《十万毫升泪水》     | 9.85         | 胜，+3分     |
| 05                         | 曹轩宾《樱花舞》                | 9.83         | 胜，+3分     | 郑如仪《盖亚》             | 9.82         | 败           |
| 06                         | 东南《Never gonna give you up》 | 9.75         | 败           | HAYA乐团《寂静的天空》     | 9.88         | 胜，+3分     |
| 07                         | 沈伊莎《叶子》                  | 9.82         | 败           | 民族娃娃《太阳出来喜洋洋》 | 9.85         | 胜，+3分     |
| 总分                       |                                 |              | 9分          |                            |              | 12分         |

- 本场淘汰分数最低的6位歌手为：錢琳(9.71分)、東南(9.75分)、王帝(9.75分)、封語(9.75分)、By2組合(9.76分)、伊黎哈穆(9.78分)
- 第一次有聯隊在初賽有5名隊員晉級(中國唱片聯隊)

### 第五场
- 播出时间：2014年1月12日[6]
- 主持人：黄健翔、高晓松
- 参赛队伍：华谊兄弟音樂聯隊、金牌大风聯隊

| 华谊兄弟音樂聯隊PK金牌大风聯隊 |                                      |                  |                  |                                       |              |              |
| 轮数                           | 华谊兄弟音樂聯隊                     | 华谊兄弟音樂聯隊 | 华谊兄弟音樂聯隊 | 金牌大风聯隊                          | 金牌大风聯隊 | 金牌大风聯隊 |
| 轮数                           | 参赛歌手及演唱歌曲                   | 分数             | 结果             | 参赛歌手及演唱歌曲                    | 分数         | 结果         |
| 01                             | 华谊群星《有没有一首歌會讓你想起我》 | 9.87             | 胜               | 金牌群星《你把我灌醉+讓每個人都心碎》 | 9.86         | 败           |
| 02                             | 陳楚生《我知道你離我不遠》           | 9.90             | 胜，+3分         | 卓義峰《給自己的歌》                  | 9.83         | 败           |
| 03                             | 何洁《越伤越爱》                     | 9.88             | 胜，+3分         | 温蕊尔《暗光》                        | 9.84         | 败           |
| 04                             | 林俊逸《秋意浓》                     | 9.83             | 败               | AK人聲樂團《I gotta feeling》         | 9.84         | 胜，+3分     |
| 05                             | 劉明輝《我所幻想的未來》             | 9.85             | 败               | 謝安琪《她說》                        | 9.91         | 胜，+3分     |
| 总分                           |                                      |                  | 19分             |                                       |              | 15分         |

- 本场分数最低的4位歌手为：温蕊尔(9.84分)、卓義峰(9.83分)，林俊逸(9.83分)，AK人聲樂團(9.84分)
- 暫時在淘汰區分數最高的2位歌手(有機會復活)為：AK人聲樂團(9.84分)、温蕊爾(9.84分)

### 第六场
- 播出时间：2014年1月19日[7]
- 主持人：黄健翔、高晓松
- 参赛队伍：恒大音乐聯隊、海蝶音乐聯隊

| 恒大音乐聯隊PK海蝶音乐聯隊 |                         |              |              |                                        |              |              |
| 轮数                       | 恒大音乐聯隊            | 恒大音乐聯隊 | 恒大音乐聯隊 | 海蝶音乐聯隊                           | 海蝶音乐聯隊 | 海蝶音乐聯隊 |
| 轮数                       | 参赛歌手及演唱歌曲      | 分数         | 结果         | 参赛歌手及演唱歌曲                     | 分数         | 结果         |
| 01                         | 恒大群星《我和你》      | 9.85         | 败           | 海蝶群星《唱响世界》                   | 9.88         | 胜           |
| 02                         | M.I.C男团《对你爱不完》 | 9.88         | 败           | 曹轩宾《你不在北京》                   | 9.89         | 胜，+3分     |
| 03                         | 周子琰《勇敢的心》      | 9.70         | 败           | 莫龙丹《爱如潮水》(中唱支援，積分另算) | 9.87         | 胜，+3分     |
| 04                         | 金志文《哭不出来》      | 9.91         | 胜，+3分     | 熊汝霖《brother can you spare a dime》 | 9.83         | 败           |
| 05                         | 孙伯纶《当爱已成往事》  | 9.87         | 胜，+3分     | 沈伊莎《你怎么可以安心的睡着》         | 9.83         | 败           |
| 总分                       |                         |              | 18分         |                                        |              | 12分         |

- 因孫伯綸及莫龙丹分數相同(9.87分)，經過裁判投票後，莫龙丹以6票獲勝晉級。
- 本场分数最低的4位歌手为：孫伯綸(9.87分)、熊汝霖(9.83分)、沈伊莎(9.83分)、周子琰(9.70分)
- 暫時在淘汰區分數最高的2位歌手(有機會復活)：孫伯綸(9.87分)、温蕊爾/AK人聲(9.84分)

### 第七場
- 播出時间：2014年1月26日
- 主持人：黄健翔、高晓松
- 參赛队伍：天浩盛世联队、樂華娛樂聯隊

| 天浩盛世聯隊PK樂華娛樂聯隊 |                             |              |              |                        |              |              |
| 輪數                       | 天浩盛世聯隊                | 天浩盛世聯隊 | 天浩盛世聯隊 | 樂華娛樂聯隊           | 樂華娛樂聯隊 | 樂華娛樂聯隊 |
| 輪數                       | 參賽歌手及演唱歌曲          | 分數         | 結果         | 參賽歌手及演唱歌曲     | 分數         | 結果         |
| 01                         | 天浩群星 《袁氏情歌》       | 9.87         | 勝           | 樂華群星 《四季》      | 9.84         | 敗           |
| 02                         | 滿文軍 《無情的雨無情的你》 | 9.90         | 勝，+3分     | 阿兰 《鳳凰》          | 9.89         | 敗           |
| 03                         | 劉妍 《人質+Listen》        | 9.88         | 勝，+3分     | 王璐 《謝謝儂》        | 9.84         | 敗           |
| 04                         | 李鍳軒 《眼色》             | 9.82         | 勝，+3分     | 單良(XXL組合) 《勇氣》 | 9.81         | 敗           |
| 05                         | 楊宗緯 《底細》             | 9.93         | 勝，+3分     | 扎西頓珠 《天邊外》    | 9.87         | 敗           |
| 總分                       |                             |              | 19分         |                        |              | 9分          |

- 本埸分數最低4名歌手為:扎西頓珠(9.87分)、王璐(9.84分)、李鍳軒(9.82分)、單良(9.81分)
- 暫時在淘汰區分數最高的2名歌手(有機會復活)：扎西頓珠(9.87分)、孫伯綸(9.87分)
- 第一次有聯隊在一埸比賽中全部對決獲勝(天浩盛世音樂聯隊)

### 第八場
- 播出時间：2014年2月2日
- 主持人：黄健翔、高晓松
- 參赛队伍：中國唱片聯隊、當然娛樂聯隊

| 中國唱片聯隊PK當然娛樂聯隊 |                       |              |              |                         |              |              |
| 輪數                       | 中國唱片聯隊          | 中國唱片聯隊 | 中國唱片聯隊 | 當然娛樂聯隊            | 當然娛樂聯隊 | 當然娛樂聯隊 |
| 輪數                       | 參賽歌手及演唱歌曲    | 分數         | 結果         | 參賽歌手及演唱歌曲      | 分數         | 結果         |
| 01                         | 中唱群星 《鴻雁》     | 9.89         | 勝           | 當然群星 《朋友别哭》   | 9.88         | 敗           |
| 02                         | 民族娃娃 《十面埋伏》 | 9.85         | 勝，+3分     | 莫艳琳 《愛一點》       | 9.84         | 敗           |
| 03                         | 李龍 《沒離開過》     | 9.90         | 勝，+3分     | 黃淑惠 《橄欖樹》       | 9.82         | 敗           |
| 04                         | 郑如仪 《受了點傷》   | 9.85         | 敗           | 南方二重唱組合《夢田》  | 9.90         | 勝，+3分     |
| 05                         | HAYA 樂團《遷徙》     | 9.92         | 平，+1分     | 多亮 《少年壯志不言愁》 | 9.92         | 平，+1分     |
| 總分                       |                       |              | 19分         |                         |              | 16分         |

- 本埸分數最低4名歌手為:民族娃娃(9.85分)、郑如仪(9.85分)、莫艳琳(9.84分)、黄淑惠(9.82分)
- 複賽淘汰區最高分的兩名歌手復活：扎西顿珠(樂華娛樂)、孫伯倫(恒大音樂)

### 第九场
- 播出时间：2014年2月9日
- 主持人：黄健翔、高晓松
- 参赛队伍：华谊兄弟音樂聯隊、乐华海蝶音樂聯隊

| 華誼兄弟音樂聯隊PK乐华海蝶音樂聯隊 |                          |                  |                  |                          |                  |                  |
| 轮数                               | 華誼兄弟音樂聯隊         | 華誼兄弟音樂聯隊 | 華誼兄弟音樂聯隊 | 乐华海蝶音樂聯隊         | 乐华海蝶音樂聯隊 | 乐华海蝶音樂聯隊 |
| 轮数                               | 参赛歌手及演唱歌曲       | 分数             | 结果             | 参赛歌手及演唱歌曲       | 分数             | 结果             |
| 01                                 | 陈楚生《絲路》           | 9.90             | 胜               | 阿兰《絲路》             | 9.85             | 败               |
| 02                                 | 劉明輝《故鄉的雲》       | 9.86             | 败               | 扎西頓珠《故鄉的雲》     | 9.87             | 胜               |
| 03                                 | 尚雯婕《為你我受冷風吹》 | 9.91             | 胜               | 曹轩宾《為你我受冷風吹》 | 9.88             | 败               |
| 04                                 | 尚雯婕《HALO》           | 19.81            | 胜，+3分         | 阿兰《天地問劍》         | 19.73            | 败               |
| 05                                 | 陈楚生《拥抱的温暖》     | 19.81            | 胜，+3分         | 曹轩宾《千岁寒》         | 19.77            | 败               |
| 06                                 | 劉明輝《当我老去的时候》 | 19.75            | 平，+1分         | 扎西頓珠《你是爱我的》   | 19.75            | 平，+1分         |
| 总分                               |                          |                  | 26分             |                          |                  | 10分             |

- 尚雯婕、陳楚生得分並列第一，晉級金鐘盛典

### 第十场
- 播出时间：2014年2月16日
- 主持人：黄健翔、高晓松、韩庚
- 参赛队伍：中國唱片聯隊、恒大音乐聯隊

| 中國唱片聯隊PK恒大音乐聯隊 |                                |              |              |                              |              |              |
| 轮数                       | 中國唱片聯隊                   | 中國唱片聯隊 | 中國唱片聯隊 | 恒大音乐聯隊                 | 恒大音乐聯隊 | 恒大音乐聯隊 |
| 轮数                       | 参赛歌手及演唱歌曲             | 分数         | 结果         | 参赛歌手及演唱歌曲           | 分数         | 结果         |
| 01                         | 莫龙丹《一首简单的歌》         | 9.88         | 败           | 金志文《一首简单的歌》       | 9.91         | 胜           |
| 02                         | 李龙《找自己》                 | 9.88         | 败           | M.I.C男团《找自己》          | 9.92         | 胜           |
| 03                         | HAYA 樂團《天空》              | 9.90         | 胜           | 孙伯伦《天空》               | 9.89         | 败           |
| 04                         | HAYA 樂團《飞翔的鹰》          | 19.82        | 败           | M.I.C男团《M.I.C Show Time》 | 19.84        | 胜，+3分     |
| 05                         | 李龙《Breathe Easy》           | 19.77        | 败           | 金志文《黑色幽默》           | 19.81        | 胜，+3分     |
| 06                         | 莫龙丹《请你给我好一点的情敌》 | 19.77        | 平，+1分     | 孙伯伦《哭了》               | 19.77        | 平，+1分     |
| 总分                       |                                |              | 23分         |                              |              | 25分         |

- M.I.C男團得分第一，晉級金鐘盛典

### 第十一場
- 播出時间：2014年2月23日
- 主持人：黄健翔、高晓松
- 參赛队伍：天浩盛世联队、當然金牌聯隊

| 天浩盛世聯隊PK當然金牌聯隊 |                             |              |              |                               |              |              |
| 輪數                       | 天浩盛世聯隊                | 天浩盛世聯隊 | 天浩盛世聯隊 | 當然金牌聯隊                  | 當然金牌聯隊 | 當然金牌聯隊 |
| 輪數                       | 參賽歌手及演唱歌曲          | 分數         | 結果         | 參賽歌手及演唱歌曲            | 分數         | 結果         |
| 01                         | 吉克隽逸 《流浪记》         | 9.89         | 敗           | 谢安琪 《流浪记》             | 9.90         | 勝           |
| 02                         | 滿文軍 《天天想你》         | 9.90         | 敗           | 南方二重唱組合 《天天想你》   | 9.91         | 勝           |
| 03                         | 楊宗緯 《喜欢你现在的样子》 | 9.92         | 勝           | 多亮 《喜欢你现在的样子》     | 9.91         | 敗           |
| 04                         | 楊宗緯 《浮生千山路》       | 19.84        | 勝，+3分     | 多亮 《我》                   | 19.81        | 敗           |
| 05                         | 滿文軍 《情网》             | 19.81        | 平，+1分     | 南方二重唱組合 《温柔的慈悲》 | 19.81        | 平，+1分     |
| 06                         | 吉克隽逸 《Mercy》          | 19.81        | 勝，＋3分    | 谢安琪 《The One And Only》   | 19.79        | 敗           |
| 總分                       |                             |              | 26分         |                               |              | 15分         |

- 楊宗緯得分第一，晉級金鐘盛典
- 得分排名前八的歌手晉級金鐘盛典：HAYA樂團、多亮、金志文、莫龍丹、謝安琪、吉克雋逸、滿文軍、南方二重唱

### 第十二場（決賽）
- 播出時间：2014年3月2日
- 主持人：黄健翔、高晓松、韓庚
- 第一輪：

| 個人賽 |          |                          |       |      |          |                        |       |      |
| 輪數   | 所屬聯隊 | 參賽歌手及演唱歌曲       | 分數  | 結果 | 所屬聯隊 | 參賽歌手及演唱歌曲     | 分數  | 結果 |
| 01     | 中國唱片 | 莫龍丹《現在》           | 9.867 | 敗   | 華誼兄弟 | 尚雯婕《最終信仰》     | 9.913 | 胜   |
| 02     | 華誼兄弟 | 陳楚生《難道》           | 9.910 | 胜   | 恆大音樂 | M.I.C男團《生如夏花》  | 9.901 | 敗   |
| 03     | 當然娛樂 | 南方二重唱《紅豆詞2000》 | 9.870 | 敗   | 中國唱片 | HAYA樂團《HAYA的傳說》 | 9.906 | 胜   |
| 04     | 金牌大風 | 謝安琪《至少還有你》     | 9.889 | 敗   | 天浩盛世 | 滿文軍《望鄉》         | 9.910 | 胜   |
| 05     | 天浩盛世 | 吉克雋逸《Sorry》        | 9.920 | 胜   | 恆大音樂 | 金志文《夢想家》       | 9.913 | 敗   |
| 06     | 天浩盛世 | 楊宗緯《十二樓》         | 9.924 | 胜   | 當然娛樂 | 多亮、李泉《眼色》     | 9.879 | 敗   |

- 男歌手組金志文、楊宗緯晉級；女歌手組尚雯婕、吉克雋逸晉級；組合組M.I.C男團、HAYA樂團晉級
- 第二輪：

| 個人賽 |          |                        |       |                    |          |                        |       |                    |
| 組別   | 所屬聯隊 | 參賽歌手及演唱歌曲     | 分數  | 結果               | 所屬聯隊 | 參賽歌手及演唱歌曲     | 分數  | 結果               |
| 女子組 | 華誼兄弟 | 尚雯婕《越愛越明白》   | 9.941 | 胜，獲得女子組金獎 | 天浩盛世 | 吉克雋逸《千萬次的問》 | 9.920 | 敗                 |
| 組合組 | 中國唱片 | HAYA樂團《迷途的羔羊》 | 9.923 | 平，獲得組合組金獎 | 恆大音樂 | M.I.C男團《X Party》   | 9.923 | 平，獲得組合組金獎 |
| 男子組 | 恆大音樂 | 金志文《祝你平安》     | 9.943 | 平，獲得男子組金獎 | 天浩盛世 | 楊宗緯《True Colors》  | 9.943 | 平，獲得男子組金獎 |

## 歌手個人得分榜(決賽)
| 排名 | 歌手     | 分數  | 所屬联队 |
| ---- | -------- | ----- | -------- |
| 1    | 楊宗緯   | 9.943 | 天浩盛世 |
| 1    | 金志文   | 9.943 | 恒大音樂 |
| 3    | 尚雯婕   | 9.941 | 华谊兄弟 |
| 4    | MIC男团  | 9.923 | 恒大音樂 |
| 4    | HAYA樂團 | 9.923 | 中國唱片 |
| 6    | 吉克隽逸 | 9.920 | 天浩盛世 |

## 联队積分榜
| 排名 | 联队             | 主教練       | 分數 | 晉級隊員                 |
| ---- | ---------------- | ------------ | ---- | ------------------------ |
| 1    | 天浩盛世音樂聯隊 | 袁惟仁       | 38   | 滿文軍，楊宗緯，吉克雋逸 |
| 2    | 華誼兄弟音樂联队 | 黃韵玲       | 35   | 陳楚生、尚雯婕           |
| 3    | 恆大音樂音樂聯隊 | 譚伊哲       | 27   | 金志文、M.I.C男團        |
| 4    | 中國唱片音樂联队 | 王曉鋒       | 24   | 莫龍丹、HAYA樂團         |
| 5    | 当然娛樂音樂联队 | 李泉、包小松 | 17   | 多亮、南方二重唱         |
| 6    | 海蝶音樂音乐联队 | 畢曉世       | 15   |                          |
| 6    | 金牌大風音樂联队 | 黃大煒       | 15   | 謝安琪                   |
| 8    | 樂華娛樂音樂联队 | 梁翹柏       | 10   |                          |

## 金鐘獎中國音超獲獎名單
音超歌王：楊宗緯、金志文

聯隊總冠軍：天浩盛世聯隊

男子組金獎：楊宗緯、金志文

男子組銀獎：陳楚生、滿文軍

男子組銅獎：多亮

女子組金獎：尚雯婕

女子組銀獎：謝安琪，吉克雋逸

女子組銅獎：莫龍丹、阿蘭

組合組金獎：MIC男團、HAYA樂團

組合組銀獎：無

組合組銅獎：南方二重唱

最佳新人獎：沈依莎、李鑑軒

最具發展潛力獎：孫伯綸

最佳人氣偶像：扎西頓珠

評審團特別大獎：李龍

## 收视率
深圳卫视首播收視率
| 播出时间       | 期数 | 主题                         | 收视率 | 收视份额 | 同时段/时段交叉排名 |
| -------------- | ---- | ---------------------------- | ------ | -------- | ------------------- |
| 2013年12月15日 | 1    | 第一场：华谊兄弟PK天浩盛世   | 0.309  | 1.54     | 14                  |
| 2013年12月22日 | 2    | 第二场：金牌大风PK当然娱乐   | 0.211  | 1.10     | 17                  |
| 2013年12月29日 | 3    | 第三场：乐华娱乐PK恒大音乐   | 0.261  | 1.31     | 16                  |
| 2014年1月5日   | 4    | 第四场：中国唱片PK海蝶音乐   | 0.284  | 1.51     | 16                  |
| 2014年1月12日  | 5    | 第五場：華誼兄弟PK金牌大風   | 0.309  | 1.58     | 15                  |
| 2014年1月19日  | 6    | 第六場：恒大音乐PK海蝶音乐   | 0.291  | 1.42     | 17                  |
| 2014年1月26日  | 7    | 第七場：天浩盛世PK乐华娱乐   | 0.21   | 0.97     | 20                  |
| 2014年2月2日   | 8    | 第八場：中国唱片PK当然娱乐   |        |          |                     |
| 2014年2月9日   | 9    | 第九場：乐华海蝶PK华谊兄弟   | 0.273  | 1.28     | 18                  |
| 2014年2月16日  | 10   | 第十場：恒大音乐PK中国唱片   |        |          |                     |
| 2014年2月23日  | 11   | 第十一場：金牌当然PK天浩盛世 |        |          |                     |
| 2014年3月2日   | 12   |                              |        |          |                     |

數據由央視索福瑞CSM31城測量儀提供
- 資料來源：CSM（页面存档备份，存于）